# Adamsville (Alabama)
Adamsville è una cittadina (4.965 ab. al censimento del 2000) della contea di Jefferson in Alabama (USA).

## Geografia fisica
Adamsville è situata a 33°35'25" N, 86°56'57" O; L'U.S. Census Bureau certifica che Adamsville occupa un'area totale di 50,8 km², di cui 50,8 km² di terra e 0.1% di acqua.

## Società

### Evoluzione demografica
Al censimento del 2000, risultano 4.965 abitanti, 1.930 nuclei familiari e 1.464 famiglie residenti in città. La densità della popolazione è di 97.8 ab./km². Ci sono 2.042 alloggi con una densità di 40.2/km². La composizione etnica della città è 75.79% bianchi, 22.82% neri o afroamerican, 0.40% nativi americani, 0.14% asiatici, 0.18% di altre razze, e 0.66% meticci. Lo 0.52% della popolazione è ispanica.
Dei 1.930 nuclei familiari, il 37.1% ha figli di età inferiore ai 18 anni che vivono in casa, il 59.1% sono coppie sposate che vivono assieme, il 13.5% è composto da donne con marito assente, e il 24.1% sono non-famiglie. Il 21.7% di tutti i nuclei familiari è composto da singoli e il 9.1% da singoli con più di 65 anni di età. La dimensione media di un nucleo familiare è di 2,56 mentre la dimensione media di una famiglia è di 2.97.
La suddivisione della popolazione per fasce d'età è la seguente: 23.1% sotto i 18 anni, 8,0% dai 18 ai 24, 27.6% dai 25 ai 44, 25.1% dai 45 ai 64, e 16.1% oltre i 65 anni. L'età media è 39 anni. Per ogni 100 donne ci sono 90.9 uomini. Per ogni 100 donne sopra i 18 anni ci sono 88.2 uomini.
Il reddito medio di un nucleo familiare è di 39.563$, mentre per le famiglie è di 46.270$. Gli uomini hanno un reddito medio di 36.188$ contro i 22.292$ delle donne. Il reddito pro capite della città è di 18.496$. Il 5.1% della popolazione e il 6.4% delle famiglie è sotto la soglia di povertà. Sul totale della popolazione il 10.3% dei minori di 18 anni e il 9.1% di chi ha più di 65 anni vive sotto la soglia di povertà.